# Çanakkale (provins)

Karta över Turkiet med Çanakkale markerat.

Çanakkale är en provins i Turkiets nordvästra hörn som har fått sitt namn efter sin huvudort, staden Çanakkale. Den omfattar en yta på 9 887 km², vilket förutom det nordvästligaste Anatolien även inbegriper den europeiska Gallipolihalvön på andra sidan Dardanellerna samt öarna Gökçeada och Bozcaada. I provinsen ligger den antika staden Abydos och Turkiets västligaste fastlandspunkt Kap Baba.
Provinsen hade 464 975 invånare enligt folkräkningen år 2000. Folktätheten är omkring 47 invånare per km². Viktigare städer är Çanakkale, Biga, Çan och Gallipoli. 